# Nature Materials
Nature Materials est une revue scientifique britannique multidisciplinaire focalisée sur la recherche de pointe dans tout le spectre des sciences des matériaux. Elle couvre tous les aspects appliqués et fondamentaux de la synthèse, des procédés, de la structure, de la composition, des propriétés et des performances des matériaux. Cela englobe tant l’ingénierie des matériaux que les disciplines classiques que sont la physique, la chimie et la biologie.
D'après le Journal Citation Reports, le facteur d'impact de ce journal était de 36,505 en 2014 (23,132 en 2008). L'actuel directeur de publication est Vincent Dusastre